# Cornelia Froboess
Cornelia Froboess (født 28. oktober 1943 i Berlin) er en tysk skuespiller og teenageidol fra 1950'erne og 1960'erne. I den periode medvirkede hun i en række musikfilm, især da rock'n'roll-bølgen havde ramt Tyskland. Hun spillede ofte en typisk berlinerpige, der kæmpede med sine forældre for sin selvstændighed.
Som Conny Froboess fik hun sit første sanghit som blot otteårig i 1951 med sangen "Pack die Badehose ein" ("Pak dit badetøj"), melodien skrevet af hendes far, Gerhard Froboess, og teksten af Hans Bradtke. Senere deltog hun i Eurovision Song Contest 1962 med sangen "Zwei kleine Italiener", der opnåede en sjetteplads.
Senere blev hun teater- og filmskuespiller, der også spillede mere seriøse roller. Hun medvirkede fx i Fassbinders film Veronika Voss, og hun spillede Marthe Schwerdtlein i en dramatisering af Goethes Faust på både teater og film. Af andre roller kan nævnes Ellida i Ibsens Fruen fra havet og titelrollen i Brechts Mutter Courage og hendes børn.